# 셴양시
셴양(함양, 중국어: 咸阳, 병음: Xiányáng)은 산시성에 있는 지급시로 관중평원 중부에 있다. 시안시와 약 25km 떨어져 있다. 면적은 10,196km2, 인구는 492만 명이다. 이전에는 진(秦)의 도읍으로서 번창했다. 풍수상 산과 언덕의 남쪽, 강, 천, 호수의 북쪽이 볕이 들므로 양(阳)이라 하는데, 셴양시는 구종산의 남측, 위수의 북측에 있으므로 〈함양(咸阳)〉이라고 명명했다.

## 역사
기원전 352년에 효공(孝公)이 이곳에 함양성을 만들고 천도한 후 시황제가 아방궁을 축조하는 대규모 공사를 시행해 당시로서 드문 거대한 도시가 되었다. 시황제 사후도 공사는 계속되었지만, 2세 황제 호해, 3세 황제 자영의 대가 되어도 아방궁은 미완성인 채로 남았다. 현대까지 정설은 기원전 206년에 항우가 아방궁을 전소시켰다는 설이었지만, 2003년에 다 태우지는 않았다는 설도 등장했다. 초한전에 승리한 유방에 의거해, 함양 교외의 장안(長安)을 전한 왕조가 도읍으로 정해 장안이 번영한다.

## 행정 구역

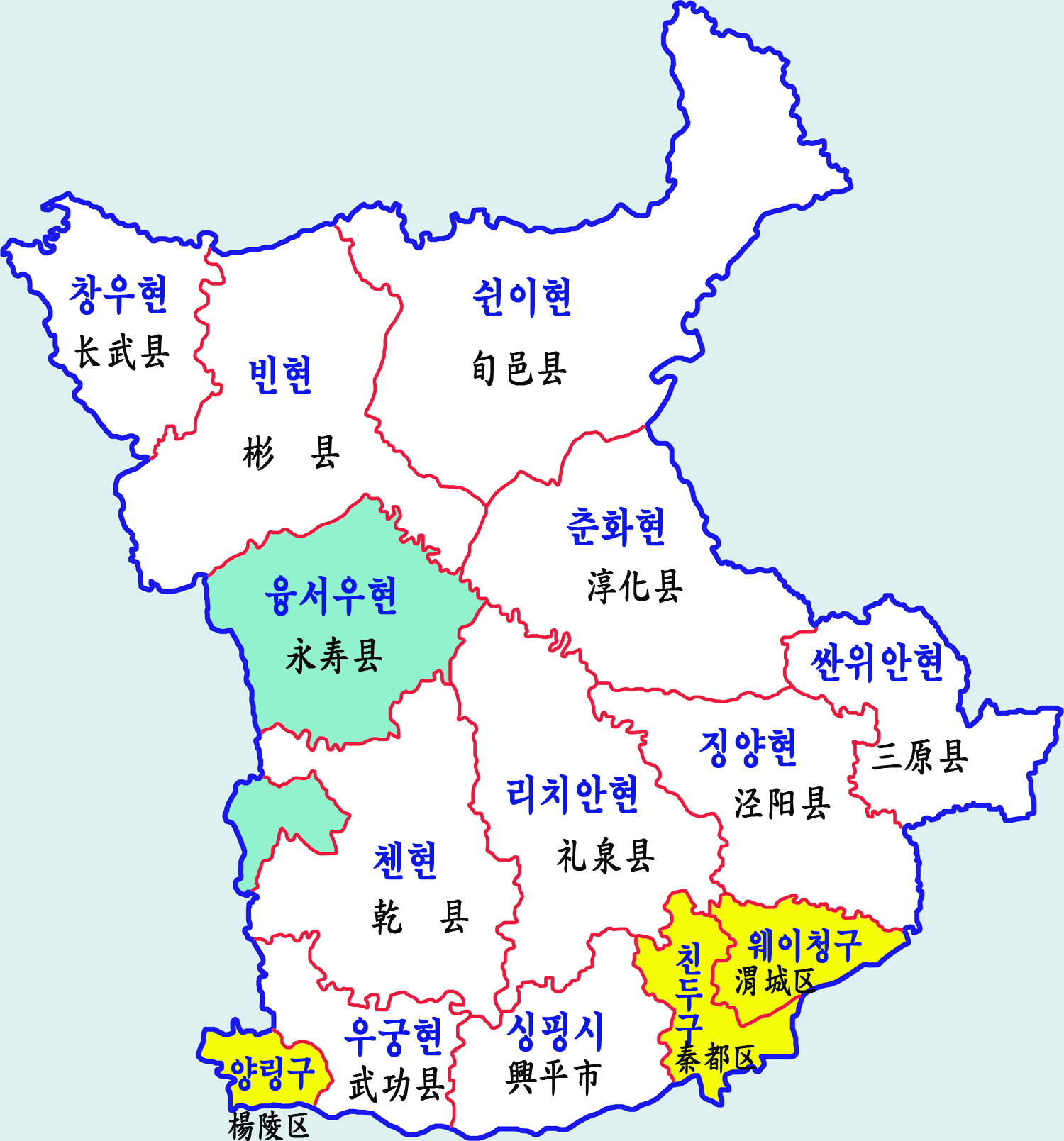
셴양시 현급 행정구역도

3개의 시할구, 2개의 현급시, 9개의 현을 관할한다.
- 시할구
  - 친두구(秦都区)
  - 웨이청구(渭城区)
  - 양링구(杨陵区)

- 현급시
  - 싱핑시(兴平市)
  - 빈저우시(彬州市)

- 현
  - 우궁현(武功县)
  - 리취안현(礼泉县)
  - 첸현(乾县)
  - 징양현(泾阳县)
  - 싼위안현(三原县)
  - 융서우현(永寿县)
  - 창우현(长武县)
  - 쉰이현(旬邑县)
  - 춘화현(淳化县)

## 기후
| 셴양시 친두구의 기후                                          | 셴양시 친두구의 기후 | 셴양시 친두구의 기후 | 셴양시 친두구의 기후 | 셴양시 친두구의 기후 | 셴양시 친두구의 기후 | 셴양시 친두구의 기후 | 셴양시 친두구의 기후 | 셴양시 친두구의 기후 | 셴양시 친두구의 기후 | 셴양시 친두구의 기후 | 셴양시 친두구의 기후 | 셴양시 친두구의 기후 | 셴양시 친두구의 기후 |
| 월                                                            | 1월                  | 2월                  | 3월                  | 4월                  | 5월                  | 6월                  | 7월                  | 8월                  | 9월                  | 10월                 | 11월                 | 12월                 | 연간                 |
| ------------------------------------------------------------- | -------------------- | -------------------- | -------------------- | -------------------- | -------------------- | -------------------- | -------------------- | -------------------- | -------------------- | -------------------- | -------------------- | -------------------- | -------------------- |
| 역대 최고 기온 °C (°F)                                        | 16.0 (60.8)          | 23.0 (73.4)          | 30.6 (87.1)          | 34.6 (94.3)          | 37.8 (100.0)         | 41.7 (107.1)         | 39.6 (103.3)         | 39.2 (102.6)         | 36.8 (98.2)          | 31.1 (88.0)          | 24.4 (75.9)          | 22.4 (72.3)          | 41.7 (107.1)         |
| 일평균 최고 기온 °C (°F)                                      | 4.7 (40.5)           | 9.1 (48.4)           | 15.1 (59.2)          | 21.5 (70.7)          | 26.4 (79.5)          | 31.5 (88.7)          | 32.5 (90.5)          | 30.2 (86.4)          | 25.1 (77.2)          | 19.1 (66.4)          | 12.3 (54.1)          | 6.3 (43.3)           | 19.5 (67.1)          |
| 일일 평균 기온 °C (°F)                                        | −0.9 (30.4)          | 2.6 (36.7)           | 7.7 (45.9)           | 14.1 (57.4)          | 19.3 (66.7)          | 24.5 (76.1)          | 26.3 (79.3)          | 24.4 (75.9)          | 19.6 (67.3)          | 13.3 (55.9)          | 6.0 (42.8)           | 0.5 (32.9)           | 13.1 (55.6)          |
| 일평균 최저 기온 °C (°F)                                      | −5.1 (22.8)          | −1.6 (29.1)          | 3.4 (38.1)           | 8.6 (47.5)           | 13.4 (56.1)          | 18.8 (65.8)          | 22.1 (71.8)          | 20.9 (69.6)          | 15.9 (60.6)          | 9.2 (48.6)           | 1.9 (35.4)           | −3.7 (25.3)          | 8.7 (47.6)           |
| 역대 최저 기온 °C (°F)                                        | −16.3 (2.7)          | −12.4 (9.7)          | −8.5 (16.7)          | −2.1 (28.2)          | 2.4 (36.3)           | 8.7 (47.7)           | 14.7 (58.5)          | 12.0 (53.6)          | 5.0 (41.0)           | −4.4 (24.1)          | −12.3 (9.9)          | −18.6 (−1.5)         | −18.6 (−1.5)         |
| 평균 강수량 mm (인치)                                         | 6.2 (0.24)           | 8.8 (0.35)           | 22.1 (0.87)          | 34.6 (1.36)          | 49.8 (1.96)          | 60.5 (2.38)          | 82.8 (3.26)          | 84.6 (3.33)          | 89.4 (3.52)          | 54 (2.1)             | 21.9 (0.86)          | 4.5 (0.18)           | 519.2 (20.41)        |
| 평균 강수일수 (≥ 0.1 mm)                                      | 3.5                  | 3.9                  | 5.9                  | 7                    | 8.8                  | 8                    | 9.7                  | 9.4                  | 11.4                 | 9.6                  | 5.7                  | 2.8                  | 85.7                 |
| 평균 강설일수                                                 | 4.3                  | 3.1                  | 1.3                  | 0.1                  | 0                    | 0                    | 0                    | 0                    | 0                    | 0                    | 1.2                  | 2.6                  | 12.6                 |
| 평균 상대 습도 (%)                                            | 64                   | 63                   | 62                   | 66                   | 65                   | 61                   | 69                   | 75                   | 78                   | 78                   | 74                   | 66                   | 68                   |
| 평균 월간 일조시간                                            | 134.4                | 132                  | 169.8                | 194.4                | 211.3                | 211                  | 223.2                | 200.8                | 143.1                | 138                  | 135.5                | 141                  | 2,034.5              |
| 가능 일조율                                                   | 43                   | 42                   | 46                   | 49                   | 49                   | 49                   | 51                   | 49                   | 39                   | 40                   | 44                   | 46                   | 46                   |
| 출처: 중국기상국 (평년값: 1991년~2020년, 극값: 1981년~2010년) |                      |                      |                      |                      |                      |                      |                      |                      |                      |                      |                      |                      |                      |

## 교통
- 시안 셴양 국제공항
- 고속도로: 312국도
- 철도:
  - 룽하이 철로
  - 바오청 철로(宝成铁路)

## 자매 도시
- 일본 우지시
- 일본 나리타시
- 미국 로체스터
- 미국 로체스터
- 호주 시티 오브 메리벡
- 프랑스 르망
- 한국 의성군
- 아이슬란드 레이캬네스반도